# Sigurd Lewerentz

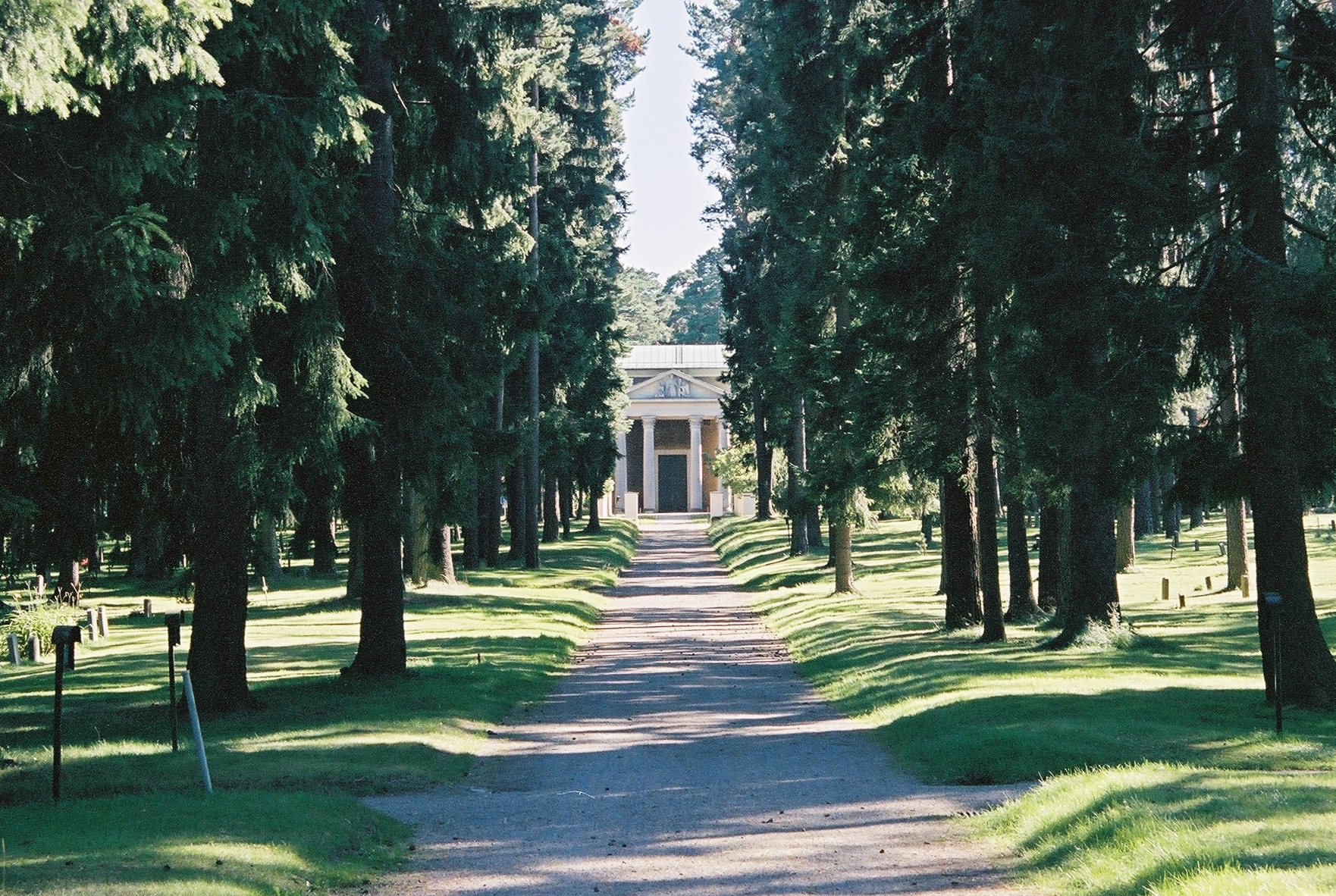
Chapelle de la Résurrection à Stockholm.

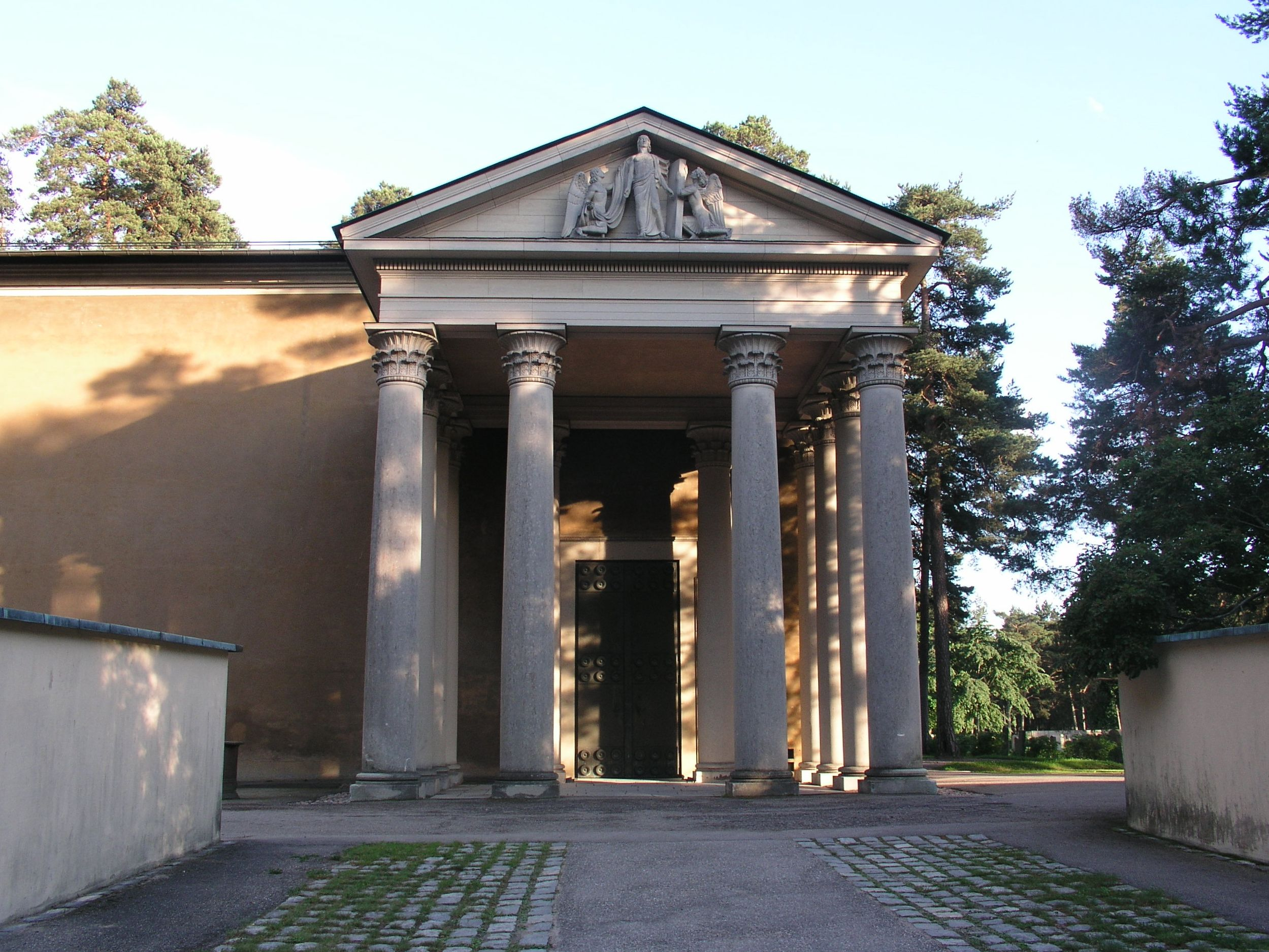
Façade de la chapelle de la Résurrection.

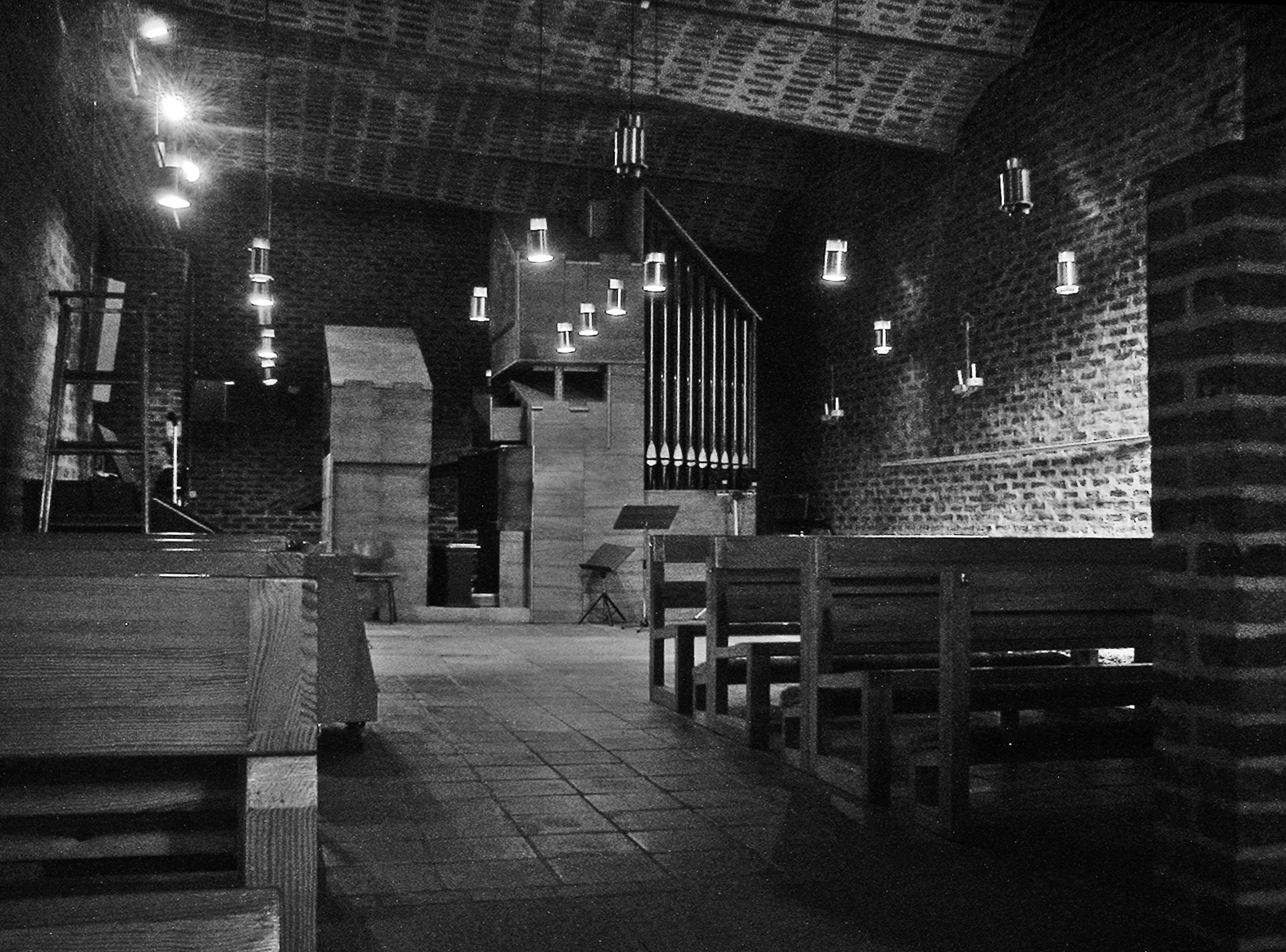
Intérieur de l'église Saint-Marc.

Sigurd Lewerentz (né le 29 juillet 1885 à Sandö en Suède, mort le 29 décembre 1975 à Lund) fut un architecte moderne suédois, surtout connu pour son travail sur les églises et les cimetières.

## Formation
Après des études d'ingénieur en mécanique à l'École polytechnique Chalmers à Göteborg, il travailla entre 1907 et 1909 chez Bruno Möhring à Berlin et chez Th. Fischer et R. Riemerschmidt à Munich. Lors d'un voyage d'étude en Autriche et en Italie, il commence à s'intéresser au néoclassicisme de Karl Friedrich Schinkel. Cette influence se ressent plus clairement dans sa chapelle de la Résurrection construite dans le cimetière paysager Skogskyrkogården de Stockholm.

## Œuvre
Il créa son propre cabinet d'architecture à Stockholm en 1911, et, en collaboration avec Gunnar Asplund, ils gagnèrent en 1914-15 le concours du cimetière sud de Stockholm, le Skogskyrkogården, en plein milieu d'un bois. Il y érigea la chapelle de la Résurrection en 1926 dans un style strictement classique. Ce projet devait initialement être exécuté ensemble par les deux architectes, mais les phases ultérieures furent appliquées par Asplund seul. Lewerentz, écœuré, se détourna pour un temps de l'architecture. À partir de 1940, il dirigera une usine de fenêtres et d'éléments architecturaux dessinés par lui. Mais son œuvre la plus personnelle est toutefois le cimetière de Östra kyrkogården à Malmö. Là, entre 1916 et 1969, il fut responsable de toutes les constructions nouvelles et des rénovations.
En 1930, tout comme Gunnar Asplund, il fut l'un des architectes les plus remarqués de l'exposition de Stockholm lors de laquelle le fonctionnalisme fit sa percée en Suède. 
En 1944, en collaboration avec Erik Lallerstedt et David Helldén, il conçoit le projet de l'opéra de Malmö. Cet édifice est aujourd'hui vu comme un chef-d'œuvre de l'architecture fonctionnaliste. Le foyer est considéré comme particulièrement beau, avec ses surfaces libres, ses escaliers en marbre et ses nombreuses œuvres d'art qui le décore exécutées par des artistes comme Carl Milles ou Isaac Grünewald. Plus tardivement, il assoira définitivement sa réputation avec la construction d'austères églises en briques, comme en 1953 la Markuskyrkan (église Saint-Marc) dans le quartier Björkhagen de l'arrondissement de Skarpnäck à Stockholm, ou encore l'église Saint-Pierre à Klippan en 1963.

## Les dernières années
Sigurd Lewerentz continua à travailler jusqu'à un âge avancé. Il continuera de répondre à des concours et de dessiner des meubles jusqu'à la fin de sa vie. Ses œuvres tardives sont totalement libérées de toute ornementation : les ouvertures des fenêtres sans encadrement dans du béton brut et les installations techniques, comme des câbles électriques et des conduites d'air, laissées visibles sont alors ses modes d'expression architectonique dans une optique franchement brutaliste. Une de ses dernières œuvres fut le kiosque à fleurs dans le jardin Östra kyrkogården de Malmö, fait en béton brut avec un toit en appentis très incliné, stylistiquement loin de la chapelle de la Résurrection du cimetière de Stockholm construite cinquante ans auparavant. Lewerentz fut l'une des personnalités les plus opiniâtres et les plus intellectuelles de la scène architecturale suédoise du XXe siècle, toujours en plein dans la tendance mais en même temps développant sa propre voie.
Il est inhumé au cimetière Gamla kyrkogården de Malmö.

## Galerie
|  |  |  |  |